# Font de la Teula (Vilassar de Dalt)
La Font de la Teula és una obra de Vilassar de Dalt (Maresme) protegida com a bé cultural d'interès local.

## Descripció
Font situada, a una cruïlla de tres carrers fent cantonada, al centre de Vilassar. Adossada al mur d'una casa, aquesta font de pedra té una pica llarga amb tres sortidors de metall, al damunt dels quals hi ha un alt relleu -element més antic que es conserva de la font- amb la representació d'un xai i una cornucòpia d'on ragen monedes. La font potser fou construïda el segle xvii i XIX, i amb el temps ha sofert modificacions, essent l'ornament floral superior, més recent.

## Història
La font s'anomena "de la Teula" perquè antigament l'aigua rajava per una teula des d'uns dipòsits. L'Ajuntament de Vilassar, antigament, tenia el monopoli de la carn, al pa, la taverna, ...etc. -reminiscència de l'època feudal-. Amb els diners que guanyà el municipi amb la venda de la carn un any determinat, es construí la font. El detall de l'alt relleu del xai i el corn de l'abundància rememora aquell moment. Entre l'any 1927 i el 1928, s'eliminà un safareig que hi havia a un costat de la font, i es traslladà als afores del poble.